# Данијел Вебер
Данијел Питер Вебер (енгл. Daniel Peter Webber; Госфорд, 28. јун 1988) је аустралијски глумац. Вебер је најпознатији по улози Даријуса Пајка у научно-фантастичној серији К9 и Лија Харвија Освалда у мини-серији 11.22.63.